# Lilla Björnholmen, Kronoby
Lilla Björnholmen är en ö i Finland. Den ligger i sjön Larsmosjön och i kommunerna Kronoby och något i Larsmo och landskapet Österbotten, i den centrala delen av landet, 400 km norr om huvudstaden Helsingfors. Öns area är 18,3 hektar och dess största längd är 0,7 kilometer i sydöst-nordvästlig riktning.
Lilla Björnholmen ligger till största delen i kommunen Kronoby, men gränsmärkena för kommungränsen mellan Kronoby och Larsmo ligger på Lilla Björnholmens nordliga uddar varför de yttersta 40 metrarna av Lilla Björnholmen tillhör Larsmo.